# Classe ATC G02
La classe ATC G02, dénommée « Autres médicaments gynécologiques », est un sous-groupe thérapeutique de la classification anatomique, thérapeutique et chimique, développée par l'OMS pour classer les médicaments et autres produits médicaux. La classe ATC vétérinaire correspondante dans la classification ATCvet est QG02. Le sous-groupe présenté ici est celui établi par l'OMS, et peut donc différer des versions dérivées utilisées dans certains pays. Il fait partie du groupe anatomique G de la classification, intitulé « Système génito-urinaire et hormones sexuelles ».

## G02A Utérotoniques

### G02AB Alcaloïdes de l'ergot
G02AB01 Méthylergométrine
G02AB02 Alcaloïdes de l'ergot
G02AB03 Ergométrine
« QG02AB53 » Ergométrine en association

### G02AC Alcaloïdes de l'ergot et oxytocine et dérivés, en association
G02AC01 Méthylergométrine et oxytocine
« QG02AC90 » Ergométrine et oxytocine

### G02AD Prostaglandines
G02AD01 Dinoprost
G02AD02 Dinoprostone
G02AD03 Géméprost (en)
G02AD04 Carboprost (en)
G02AD05 Sulprostone
G02AD06 Misoprostol
« QG02AD90 » Cloprosténol
« QG02AD91 » Luprostiol
« QG02AD92 » Fenprostalène
« QG02AD93 » Tiaprost
« QG02AD94 » Alfaprostol (en)
« QG02AD95 » Étiprostone

### G02AX Autres utérotoniques
Classe vide.

## G02B Contraceptifs à usage topique

### G02BA Contraceptifs intra-utérins
G02BA01 DIU en plastique
G02BA02 DIU en plastique avec du cuivre
G02BA03 DIU en plastique avec des progestatifs

### G02BB Contraceptifs intravaginaux
G02BB01 Anneau vaginal avec progestérone et estrogène

## G02C Autres médicaments gynécologiques

### G02CA Sympathomimétiques, inhibiteurs du travail
G02CA01 Ritodrine (en)
G02CA02 Buphénine (en)
G02CA03 Fénotérol (en)
« QG02CA90 » Vétrabutine
« QG02CA91 » Clenbutérol

### G02CB Inhibiteurs de la prolactine
G02CB01 Bromocriptine
G02CB02 Lisuride (en)
G02CB03 Cabergoline
G02CB04 Quinagolide (en)
G02CB05 Métergoline (en)
G02CB06 Terguride (en)

### G02CC Anti-inflammatoires à administration vaginale
G02CC01 Ibuprofène
G02CC02 Naproxène
G02CC03 Benzydamine
G02CC04 Flunoxaprofène (en)

### G02CX Autres médicaments gynécologiques
G02CX01 Atosiban
G02CX02 Flibansérine
G02CX03 Agni casti fructus
G02CX04 Cimifugae rhizoma
« QG02CX90 » Dénavérine (en)
QG02CX91 Lotrifène